# Сай (хадж)
Са‘й (араб. السعي‎) — ритуальный физический бег между холмами ас-Сафа и аль-Марва, который является обязательным ритуалом паломничества хаджа и умры.

## Происхождение
В исламской традиции существует несколько версий происхождения сая. Согласно одной из них, названные холмы были местом отдыха Адама и Хаввы (Адама и Евы), а сай совершается в память об этом. По другой версии, сай совершал пророк Ибрахим, выполняя обряд поклонения Аллаху. Когда на его пути вставал Иблис, Ибрахим был вынужден бежать. Согласно наиболее распространённой версии, обряд связан со страданиями Хаджар (Агарь) и её сына Исмаила (Измаила). В попытке спасти от жажды Исмаила, Хаджар семь раз пробежала между холмами ас-Сафа и аль-Марва в поисках воды.

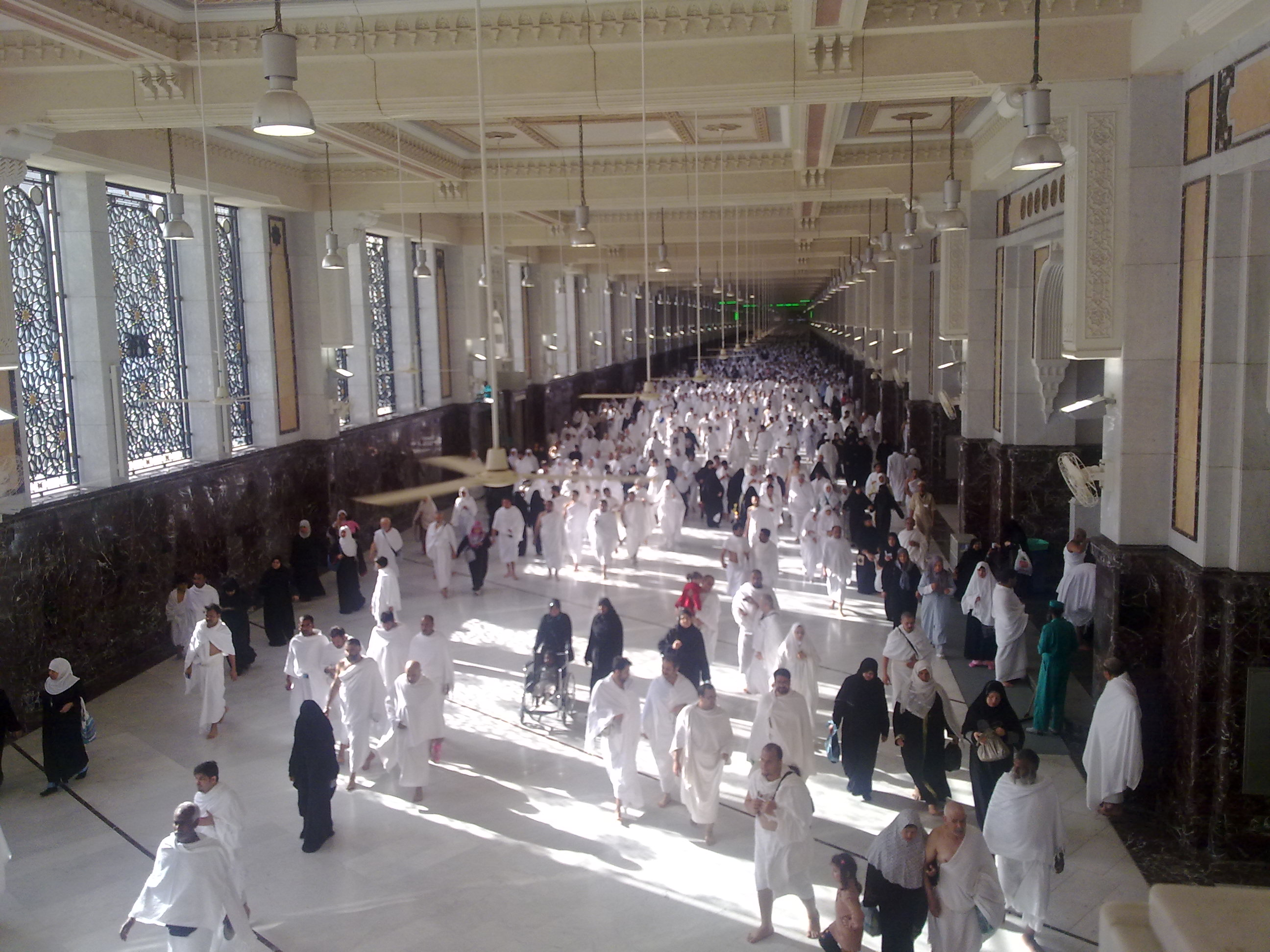
Паломники во время совершения обряда сай (2011 год).

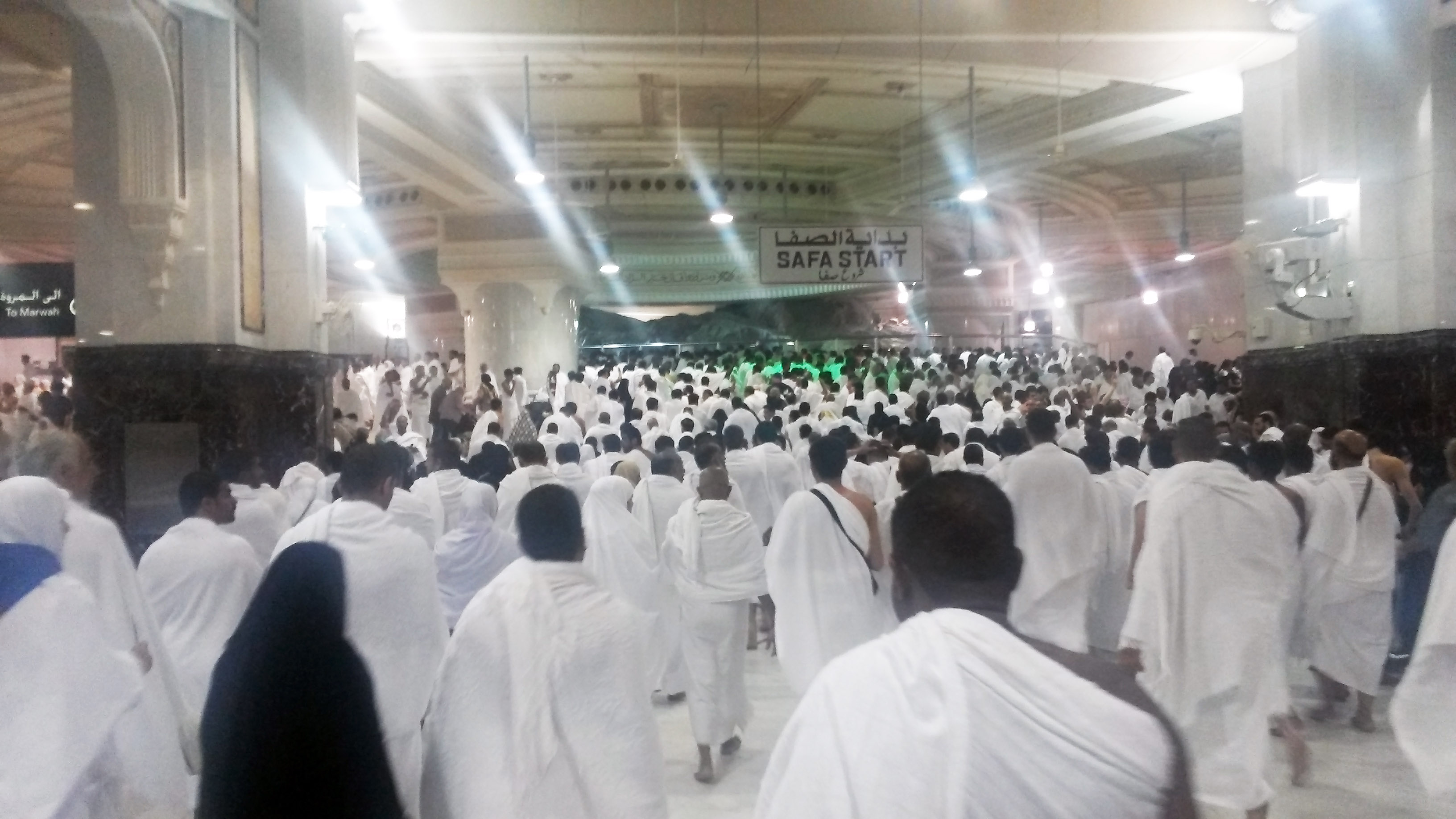

## Обряд
Совершив таваф, паломник выходит из мечети аль-Харам, ступая с левой ноги, поднимается на холм ас-Сафа. Обратившись лицом к Каабе, паломник обращается к Аллаху с мольбой (дуа) о милости и с просьбой защитить от несчастий. Затем паломник спускается до столба (миль), установленного у подножия холма, от которого бежит до другого столба у холма аль-Марва. После того, как паломник поднимается на холм, он оборачивается к Каабе, произносит молитву и возвращается на ас-Сафа. Обряд выполняется семь раз.
Во время совершения «малого паломничества» (умра) после сая паломник должен выполнить обряд десакрализации и выйти из состояния ихрама. Если же после умры паломник намеревается совершить хадж, то он должен оставаться в состоянии ихрама до окончания хаджа. Сай считается важным элементом паломничества (рукн аль-хаджж), а его выполнение — необходимым (ваджиб).
Если паломник не выполнил сай, то его паломничество не становится недействительным. Ему достаточно лишь принести искупительную жертву.